# Ejaculació retardada
L'ejaculació retardada, també anomenada absència d'ejaculació, anejaculació o incapacitat ejaculatòria, es tracta d'un excessiu control involuntari del reflex ejaculador, per la que el subjecte afectat no pot ejacular durant l'acte sexual fins als 30 o 40 minuts, i només ho pot fer de manera regular amb masturbació o felació.
Les causes orgàniques són degudes a l'ús de drogues i fàrmacs, així com a malalties que afecten el mecanisme de l'ejaculació. Entre les causes psicològiques destaquen sentiments de culpabilitat, por a l'embaràs, problemes maritals, etc.